# Преступления итальянских солдат в Сомали
Преступления итальянских солдат в Сомали были совершены в 1992—1994 годах в период проведения операции «Возрождение надежды», которой руководили США.
В 1993 году несколько итальянских журналистов и солдат заявили, что итальянские миротворцы из состава сил ООН в Сомали избивают и пытают заключенных. Свидетели говорили, что сомалийцев держали связанными под палящим солнцем без воды и еды, прижигали сигаретами подошвы ног, бросали на колючую проволоку. Аналогичные заявления сделали сомалийские правозащитники.
Так, в итальянский журнал «Panorama» попало несколько фотографий, сделанных самими итальянцами. На одной из них сомалийскую женщину, привязанную к танку, насилуют с помощью ракетницы. На другой фотографии солдаты привязывают электроды к руками и гениталиям сомалийца.
В 1997 году правительство Италии объявило о начале внутреннего расследования. Министерство обороны учредило правительственную комиссию, возглавляемую бывшим председателем Конституционного суда Этторе Галло. Комиссия не посещала Сомали, ограничившись опросом 141 человека (среди них было только несколько сомалийцев). В докладе комиссии были рассмотрены восемь инцидентов, из них были названы «заслуживающими доверия» лишь три случая: пытка электротоком и два эпизода группового изнасилования итальянскими солдатами сомалийских женщин. Эти три случая стали предметом судебного расследования.
Журналисты обвиняли генерала Бруно Лои, командующего итальянским миротворческим контингентом, в том, что он пытался скрыть преступления подчинённых. Один из журналистов, который передал генералу свидетельства преступлений, вскоре был убит.